# Francesco Redi
Francesco Redi, (Arezzo, 19. veljače 1626. – Pisa, 1. ožujka 1698.), bio je talijanski liječnik, prirodoslovac i pjesnik. Oborio je teoriju o spontanoj generaciji tako što je prvi dokazao da crvi potječu iz jajašaca od muhe. Zbog svojih znanstvenih dopinosa je prozvan " Ocem moderne parazitologije ".

## Život i postignuća
Francesco Redi se rodio 19. veljače 1626. godine u talijanskom gradiću Arezzu. Bio je sin Gregoria Redi, koji je radio kao liječnik u Firenci. Francesco je 1647., u dobi od 21. godine završio medicinu i studij filozofije u Pisi. Nakon toga je putovao kroz Rim, Napulj, Bolognu, Padovu, Veneciju a onda se konačno skrasio u Firenci, gdje je postao osobni liječnik i ljekar Francesca II. Medicija, velikog vojvode od Toskane. Od 1657. godine je bio član prirodoznanstvene akademije Accademia del Cimento. Osim što što je bio djelovao u području medicine, biologije i filozofije, Redi je bio vrstan pjesnik. Posebno je proučavao moderne, romanske jezike i klasičnu dijalektologiju. Bio je član Accademia della Crusca, akademije koja je promicala pravopis i jezik. Čak je bio jedan od glavnih autora talijanskog rječnika. Godine 1668. Francesco Redi je objavio svoje djelo O rađanju kukaca gdje je srušio prepostavku o spontanoj generaciji. Napisao je nekoliko djela u vezi znanosti toksikologije i parazitologije. Bio je prvi znanstvenik koji je opisao razliku između parazita i smatra se osnivačem eksperimentalne biologije. Izvodio je brojne pokuse s ciljem da otkrije temeljna biološka pitanja. Napisao je pjesmu "Bakho u Toskani". Francesco Redi je umro 1. ožujka 1698. godine u Pisi. Većinu svojih radova je bio stvorio u Firenci.